# ホセ・ナバーロ・モレネス
ホセ・ナバーロ・モレネス（José Navarro Morenés、1897年12月8日 - 1974年12月13日）は、スペイン・マドリード出身の馬術選手。

## 経歴
1897年12月8日にマドリードに生まれた。
1924年パリオリンピックの馬術競技の障害飛越個人では30位であり、障害飛越団体でスペインチームは8位だった。
1928年アムステルダムオリンピックの障害飛越個人では5位だったが、障害飛越団体でスペインチームは金メダルを獲得した。
1948年ロンドンオリンピックの障害飛越個人では10位だったが、障害飛越団体でスペインチームは銀メダルを獲得した。
1974年12月13日に死去した。